# Christoph Curt von Egidy
Christoph Curt von Egidy, modernisiert auch Kurt von Egidy (* 11. April 1801 in Ottersitz; † 4. Februar 1858 in Dresden) war ein sächsischer Amtshauptmann.

## Leben
Er stammte aus dem Adelsgeschlecht Egidy und war der zweitälteste Sohn des sächsischen Hauptmanns Hans von Egidy (1772–1843) auf Kreinitz und Naunhof und der Henriette Friederike Wilhelmine geb. von Schleinitz (1774–1818).
Kurt von Egidy übernahm das Gut Stacha und wurde Amtshauptmann in der sächsischen Amtshauptmannschaft Bautzen. Als solcher war er noch 1839 im Amt.
Er heiratete 1835 in Bautzen Marie geb. von Gersdorff.